# Sommer-Paralympics 2016/Teilnehmer (Panama)
| stlisierte Goldmedaille | stlisierte Silbermedaille | stlisierte Bronzemedaille |
| ----------------------- | ------------------------- | ------------------------- |
| —                       | —                         | —                         |

Panama entsendete zu den Paralympischen Sommerspielen 2016 in Rio de Janeiro zwei Athleten, einen Mann und eine Frau.

## Teilnehmer nach Sportart

### Leichtathletik
Männer:
- Francisco Cedeno Almengor: Kugelstoßen F54/55, Rang 11 mit 9,96 Meter

Frauen:
- Iveth del Rosario Valdes Romero: Speerwurf F55/56, Rang 11 mit 13,57 Meter